# Marc Planus
Marc Planus (Bordeaux, 7 maart 1982) is een Frans voormalig betaald voetballer die bij voorkeur in de verdediging speelde. Hij stroomde in 2002 door vanuit de jeugd van Girondins Bordeaux. 

## Clubcarrière
De 1.83 meter lange Planus debuteerde in het seizoen 2002/03 in de hoofdmacht van Bordeaux en speelde dat seizoen zeventien wedstrijden in de Ligue 1. Het waren de eersten van meer dan 200 competitieduels waarin hij de clubkleuren verdedigde. Na vijf seizoenen begon zich dat uit te betalen in prijzen. Planus werd in het 2008/09 Frans landskampioen met Bordeaux, won daarmee in 2006/07 en 2008/09 de Coupe de la Ligue en in zowel 2008/09 als 2009/10 de Trophée des Champions.

## Interlandcarrière
In 2010 speelde hij zijn eerste wedstrijd voor de Franse nationale ploeg, nadat bondscoach Raymond Domenech hem zonder één interland in de benen opnam in zijn selectie voor het WK 2010. Ondanks de selectie van Planus in het Franse voetbalelftal voor het WK 2010, kwam hij in Zuid-Afrika geen minuut in actie. Zijn eerste interland speelde hij in de voorbereiding wel, op 30 mei 2010 tegen Tunesië (1-1).

## Carrière
| Seizoen  | Club               | Competitie | Wedstrijden | Doelpunten |
| -------- | ------------------ | ---------- | ----------- | ---------- |
| 2002-'03 | Girondins Bordeaux | Ligue 1    | 17          | 0          |
| 2003-'04 | Girondins Bordeaux | Ligue 1    | 26          | 0          |
| 2004-'05 | Girondins Bordeaux | Ligue 1    | 34          | 0          |
| 2005-'06 | Girondins Bordeaux | Ligue 1    | 32          | 0          |
| 2006-'07 | Girondins Bordeaux | Ligue 1    | 23          | 0          |
| 2007-'08 | Girondins Bordeaux | Ligue 1    | 24          | 1          |
| 2008-'09 | Girondins Bordeaux | Ligue 1    | 28          | 1          |
| 2009-'10 | Girondins Bordeaux | Ligue 1    | 27          | 1          |
| 2010-'11 | Girondins Bordeaux | Ligue 1    | 11          | 0          |
| 2011-'12 | Girondins Bordeaux | Ligue 1    | 27          | 1          |
| 2012-'13 | Girondins Bordeaux | Ligue 1    | 28          | 0          |
| 2013-'14 | Girondins Bordeaux | Ligue 1    | 15          | 0          |
| 2014-'15 | Girondins Bordeaux | Ligue 1    | 8           | 1          |

## Erelijst
| Kampioen Ligue 1      | 1x | 2008/09          |
| Coupe de France       | 1x | 2012/13          |
| Coupe de la Ligue     | 2x | 2006/07, 2008/09 |
| Trophée des Champions | 2x | 2008, 2009       |